# Heteronyx obesa
Heteronyx obesa är en skalbaggsart som beskrevs av Hermann Burmeister 1855. Heteronyx obesa ingår i släktet Heteronyx och familjen Melolonthidae. Inga underarter finns listade i Catalogue of Life.